# Sergio Vartolo
Sergio Vartolo, né à Bologne le 9 septembre 1944, est un claveciniste, organiste et chef d'orchestre italien. 

## Biographie
Sergio Vartolo obtient son diplôme d'orgue et de clavecin au conservatoire Giovanni Battista Martini de Bologne et à la même période, en lettres à l'université.
À partir de 1970, Vartolo est actif en tant que concertiste en Italie et à l'étranger. Il travaille notamment avec René Clemencic et son ensemble de musique ancienne, le Clemencic Consort. Il est professeur de théorie de la musique, de clavecin et d'histoire de la musique au conservatoire de Foggia, Bologne, Vérone, Padoue, Ferrare et Venise Il est également chercheur au Discipline delle Arti, della Musica e dello Spettacolo (DAMS, « Disciplines des arts, de la musique et du divertissement ») de Bologne. De 1984 à 1998, il est maître de chapelle de San Petronio.
Il est également membre de l'Académie philharmonique de Bologne.

## Discographie
Sergio Vartolo a enregistré de nombreux disques pour plusieurs labels tels que Tactus, Bongiovanni, Naxos, Stradivarius et Harmonia Mundi, remportant plusieurs prix.
- Musica italiana dei secc. XVI, XVII per organo, (K617).
- Jean-Sébastien Bach, Variations Goldberg (23/26 juin 1989, 2 CD Tactus) (OCLC 35003328).
- Johann Sebastian Bach, L'Art de la fugue, 2 CD Naxos.
- Girolamo Cavazzoni, Intavolatura I Libro - orgue de San Giuseppe, Brescia (mars 1990, Tactus) (OCLC 38234717).
- Girolamo Cavazzoni, Intavolatura II Libro (2 CD Tactus).
- Girolamo Frescobaldi, Opera omnia per organo e cembalo ossia I e II libro di Toccate, Fiori Musicali, Capricci - Sergio Vartolo, clavecin — avec Roberto Loreggian, clavecin et épinette ; Francesco Tasini, orgue (1987 à 2009, 12 CD Tactus) (OCLC 693881657 et 908512541) (Preis der Deutschen Schallplattenkritik et « Choc » du Monde de la Musique).
- Girolamo Frescobaldi, Opera omnia per organo e cembalo ossia Fantasie, Ricercari e Canzoni Francesi (2 CD Naxos) (Top Ten Gramophone XI 2002).
- Domenico Zipoli, Sonate d'Intavolatura per cembalo e per organo [livre II] - Sergio Vartolo, clavecin (10-12 janvier 1991, 2 CD Tactus) (OCLC 32096241).
- Domenico Scarlatti, Sonate per cembalo (Stradivarius).
- Domenico Scarlatti, Sonate per mandolino e cembalo e per cembalo solo - Sergio Vartolo, clavecin ; Ugo Orlandi, mandoline [Kk. 81, 88, 89, 90 et 91] (11, 13, 15 décembre 2000, 2 CD Bongiovanni) (OCLC 50481611).
- Giovanni Maria Trabaci, Opera omnia per clavicembalo e organo Libro I - Sergio Vartolo, clavecin et orgue (3 CD Naxos (Preis Supersonic Pizzicato Luxembourg).
- Giovanni Maria Trabaci, G. M. Trabaci, Opera omnia per clavicembalo e organo Libro II (4 CD Naxos) (Preis Supersonic Pizzicato Luxembourg) (OCLC 77366494).
- Johann Jakob Froberger, Opere per Clavicembalo (2 CD Naxos) (5 stars Pizzicato Luxembourg).
- Michelangelo Rossi, Opera Omnia per clavicembalo (Naxos).
- Francesco Cavalli, Selezione dalle principali Opere (Naxos) (Preis Supersonic Pizzicato Luxembourg).
- Emilio de' Cavalieri, Rappresentazione d'Anima e Corpo (2 CD Naxos).
- Claudio Monteverdi, L'Orfeo (2 CD Naxos).
- Claudio Monteverdi, L'Orfeo (2 CD Brilliant Classics).
- Claudio Monteverdi, L'incoronazione di Poppea (4 CD, Brilliant Classics) (5 stars Musica XI 2005).
- Claudio Monteverdi, Il ritorno d'Ulisse in patria (3 CD Brilliant Classics).
- Claudio Monteverdi, L'orfeo, L'incoronazione di Poppea, Il ritorno d'Ulisse in patria (9 CD + 1 CD-Rom, Brilliant Classics).
- Giovanni Paolo Colonna, Assalonne (Festival de La Chaise-Dieu).
- Giacomo Antonio Perti, Gesù al Sepolcro - Cappella Musicale de San Petronio, dir. Sergio Vartolo (11-14 avril 1990, Tactus) (OCLC 29940529).
- Giovanni Paolo Colonna, Salmi da Vespro (2 CD Tactus).
- Andrea Rota, Missa Resurrectio Christi (Tactus).
- Giacomo Antonio Perti, Vespri Concertati (Tactus).
- Giacomo Antonio Perti, Messa a 8 voci e orchestra (Bongiovanni).
- Giacomo Antonio Perti, Liturgy for Good Friday (Naxos).
- Giovanni Pierluigi da Palestrina, 10 Messe Mantovane, vol. 1, 2 et 3 (juin 1994, 3CD Bongiovanni GB 5544/45-2) (OCLC 33309713).
- Giovanni Pierluigi da Palestrina, Missa De Beata Virgine (Naxos).
- Giovanni Pierluigi da Palestrina, Missa Sine nomine, l'Homme Armé a 4 voci (1992, Naxos) (OCLC 49969476).
- Giovanni Pierluigi da Palestrina, Missa l'Homme Armé a 5 voci (octobre 1995, Naxos) (OCLC 317441832).
- Carlo Gesualdo, Primo libro di Madrigali (Brilliant Classics).
- Luzzasco Luzzaschi,  12 Madrigali a 1, 2 e 3 soprani (Harmonia Mundi (Diapason d'or).
- Orazio Vecchi, Amfiparnaso - Cappella Musicale de San Petronio, dir. Sergio Vartolo (1995, Naxos 8.553312) (OCLC 874527102).
- Claudio Monteverdi, Canzonette a 3 voci (Naxos).
- Claudio Monteverdi, Scherzi Musicali (Naxos).
- Claudio Monteverdi, Il Ballo delle Ingrate, il Combattimento di Tancredi e Clorinda (Naxos).
- Lamenti Barocchi vol. 1 : Claudio Monteverdi, Giovanni Felice Sances, Luigi Rossi et Barbara Strozzi - Cappella Musicale de San Petronio, dir. Sergio Vartolo (février 1995, Naxos) (OCLC 36566976).
- Lamenti Barocchi vol. 2 :  Claudio Monteverdi, Giovanni Battista Bassani, Luigi Rossi, Fabrizio Fontana, Barbara Strozzi et Benedetto Marcello - Cappella Musicale de San Petronio, dir. Sergio Vartolo (6-11 juin 1995, Naxos) (OCLC 39752718).
- Lamenti Barocchi vol. 3 : Claudio Monteverdi, Pietro Antonio Giramo, Barbara Strozzi et Giacomo Carissimi - Cappella Musicale de San Petronio, dir. Sergio Vartolo (septembre 1995, Naxos) (OCLC 38097629).
- Giacomo Antonio Perti, Cantate Morali e Spirituali (3 octobre 1986, 2 CD Bongiovanni) (OCLC 22636293).
- Giuseppe Torelli, Integrale delle Sinfonie e Sonate a 1, 2, 4 trombe e orchestra, (13-20 septembre/6-11 octobre 1993, 3 CD Bongiovanni) (OCLC 1030022304)
- Antonio Sartorio, L'Orfeo (Fonit Cetra).
- Autori vari, La Fȇte de l'Ȃne, Offices et Fȇtes des fous pour le jour des sous-diacres (Harmonia Mundi).
- Johannes Ciconia, Madrigaux et Ballades (Harmonia Mundi).